# 印尼下美浹美佚

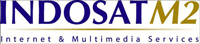
印尼下美浹美佚

印尼下美浹美佚 (Indosat Mega Media, IM2)，是一家成立于1996年的印尼通信公司，自2000年开始正式运营后，业已发展成为印尼互聯網和有线电视的主要供应商，为其用户提供46个世界各地电视台的卫星电视信号。该公司是Indosat的全资子公司。